# Sternarchorhynchus
Sternarchorhynchus is een geslacht van straalvinnige vissen uit de familie van de staartvinmesalen (Apteronotidae).

## Soorten
- Sternarchorhynchus axelrodi de Santana & Vari, 2010
- Sternarchorhynchus britskii Campos-da-Paz, 2000
- Sternarchorhynchus caboclo de Santana & Nogueira, 2006
- Sternarchorhynchus chaoi de Santana & Vari, 2010
- Sternarchorhynchus cramptoni de Santana & Vari, 2010
- Sternarchorhynchus curumim de Santana & Crampton, 2006
- Sternarchorhynchus curvirostris (Boulenger, 1887)
- Sternarchorhynchus freemani de Santana & Vari, 2010
- Sternarchorhynchus galibi de Santana & Vari, 2010
- Sternarchorhynchus gnomus de Santana & Taphorn, 2006
- Sternarchorhynchus goeldii de Santana & Vari, 2010
- Sternarchorhynchus hagedornae de Santana & Vari, 2010
- Sternarchorhynchus higuchii de Santana & Vari, 2010
- Sternarchorhynchus inpai de Santana & Vari, 2010
- Sternarchorhynchus jaimei de Santana & Vari, 2010
- Sternarchorhynchus kokraimoro de Santana & Vari, 2010
- Sternarchorhynchus mareikeae de Santana & Vari, 2010
- Sternarchorhynchus marreroi de Santana & Vari, 2010
- Sternarchorhynchus mendesi de Santana & Vari, 2010
- Sternarchorhynchus mesensis Campos-da-Paz, 2000
- Sternarchorhynchus montanus de Santana & Vari, 2010
- Sternarchorhynchus mormyrus (Steindachner, 1868)
- Sternarchorhynchus oxyrhynchus (Müller & Troschel, 1849)
- Sternarchorhynchus retzeri de Santana & Vari, 2010
- Sternarchorhynchus roseni Mago-Leccia, 1994
- Sternarchorhynchus schwassmanni de Santana & Vari, 2010
- Sternarchorhynchus severii de Santana & Nogueira, 2006
- Sternarchorhynchus starksi de Santana & Vari, 2010
- Sternarchorhynchus stewarti de Santana & Vari, 2010
- Sternarchorhynchus taphorni de Santana & Vari, 2010
- Sternarchorhynchus villasboasi de Santana & Vari, 2010
- Sternarchorhynchus yepezi de Santana & Vari, 2010